# Institut des hautes études scientifiques
Institut des hautes études scientifiques – wyższa szkoła mieszcząca się w Paryżu, założona w 1958. Jej założeniem było zdobywanie wiedzy, a nie stopni naukowych. Institut des hautes études scientifiques jest zorganizowany wokół katedr, ale nie są one ustalone raz na zawsze. Kolegium profesorskie może dowolnie tworzyć nowe i zamykać katedry wakujące.
Wykładowcami byli tutaj między innymi: 
- Pierre Deligne
- Gilles Pisier